# Gliotossina
La gliotossina è un alcaloide solforato di tipo anidropeptidico, derivato da un polipeptide misto di serina e di fenilalanina; è prodotta da varie specie di funghi (soprattutto di Trichoderma e di Penicillium), alcuni dei quali patogeni per gli esseri umani, come Aspergillus fumigatus. È stato inoltre individuata in un lievito di Candida. La gliotossina è stata isolata per la prima volta in Mycotherum verrucaria (un tempo chiamata Gliocladium fimbriatum, da cui ha preso il nome).
La gliotossina ha effetti immunosoppressivi ed è in grado di indurre l'apoptosi di cellule del sistema immunitario, tra cui i neutrofili, gli eosinofili, i granulociti in generale, i macrofagi e i timociti (linfociti T immaturi presenti nella zona corticale del timo). È inoltre un'inibitrice del'enzima farnesil transferasi. Inibisce inoltre, non competitivamente, il proteosoma 20S. La gliotossina agisce inattivando i gruppi tiolici presenti sulla membrana cellulare. Possiede proprietà antibiotiche e antimicotiche, ma ne è stata appurata anche l'attività antivirale.